# 沸腾的生活
《沸腾的生活》（罗马尼亚语 ）是一部罗马尼亚電影，1975年出品。中国北京电影制片厂於1977年以黑白片制式出品了译制片《沸腾的生活》，该片尤其片头曲在中国知名度很高。

## 电影故事
故事采用倒叙。影片开始讲述的是1970年代，罗马尼亚制造的第二艘五万吨矿砂船试航失败了，造船厂厂长科曼心脏病发作而去世。
故事展开。科曼厂长决心利用自己工厂的技术重新进行铸造螺旋桨，取代从日本进口的螺旋桨。但他的试验并没有得到上级领导和工厂党委的支持，也与会计师和工程师的职业经验不符。但拉曼厂长坚韧不拔，最后终于铸造出了自己的大型螺旋桨。

### 汉语译制
北京电影制片厂译制，导演张桂兰
- 科曼：鲁非

### 背景
该电影于齐奥塞斯库的专制统治之下的罗马尼亚“‘暴政时代’拍摄的。当时都是上头下达拍什么电影的，都有明确的主题。许多电影掩盖了事实真相，都是蓄意掩盖的。”本来的结尾是科曼厂长虽然造出了螺旋桨，但被上级领导解职。
在试航过程中，螺旋桨由于制造经验不足而断裂，科曼心脏病发作而去世。据影片导演塞尔玖·尼古莱耶斯库亲口叙述，片尾科曼海边骑马驰骋，是他死后心灵终于解脱的表现。影片含蓄地批评了当时体制的僵化，委员会的所谓原则性造成的无责任感。而科曼厂长虽然做事武断，但充满激情，敢于负责。终于他以生命为代价负起了螺旋桨失败的责任，虽败犹荣。影片隐喻了在僵化的社会体制下，激情和责任只能带来理想的幻灭。
每当科曼心肌梗塞发作，他眼前浮现出自己和已故的妻子在海边嬉戏的幻觉，同时奏出主题曲。片尾在海边骑马的慢镜头，配合了完整的主题曲，是经久不衰的传世之作。
该片在中国译制上映后，其电子音乐和科曼厂长与穿比基尼泳衣的妻子在海边嬉戏的场景给1970年代的中国人留下深刻印象。